# Tosca
Tosca é uma ópera em três atos de Giacomo Puccini, com libreto de Luigi Illica e Giuseppe Giacosa, baseado na peça de 1887 do mesmo nome de Victorien Sardou. Estreou no Teatro Costanzi de Roma, em 14 de janeiro de 1900.
Na época, a atmosfera política na Itália era tensa, com muita agitação revolucionária de caráter socialista e anarquista. A rainha, Margarida de Saboia e o primeiro-ministro, Luigi Pelloux assistiriam à estreia de Tosca, e temia-se que o teatro fosse alvo de um ataque terrorista, o que não aconteceu. A orquestra estava preparada para executar a Marcia Reale em caso de emergência. Porém, seis meses mais tarde, o rei Humberto I da Itália seria assassinado, pelo militante anarquista Gaetano Bresci, em Monza.

## História
A obra é baseada no drama "La Tosca" do dramaturgo francês Victorien Sardou de 1887. A peça foi representada por Sarah Bernhardt sendo um êxito internacional.

## Personagens
| Floria Tosca (célebre cantora de ópera)            | soprano                    |
| Mário Cavaradossi (pintor, amante de Floria Tosca) | tenor                      |
| Cesare Angelotti (ex-cônsul, prisioneiro político) | barítono                   |
| Barão Vitellio Scarpia (chefe da polícia de Roma)  | barítono                   |
| Spoletta (agente da polícia)                       | tenor                      |
| Sciarrone, sargento da polícia                     | baixo                      |
| Um sacristão                                       | baixo                      |
| Um carcereiro                                      | baixo                      |
| Um pastor                                          | sopranino ou menino-cantor |

A história passa-se em Roma, em 1800.

## Sinopse

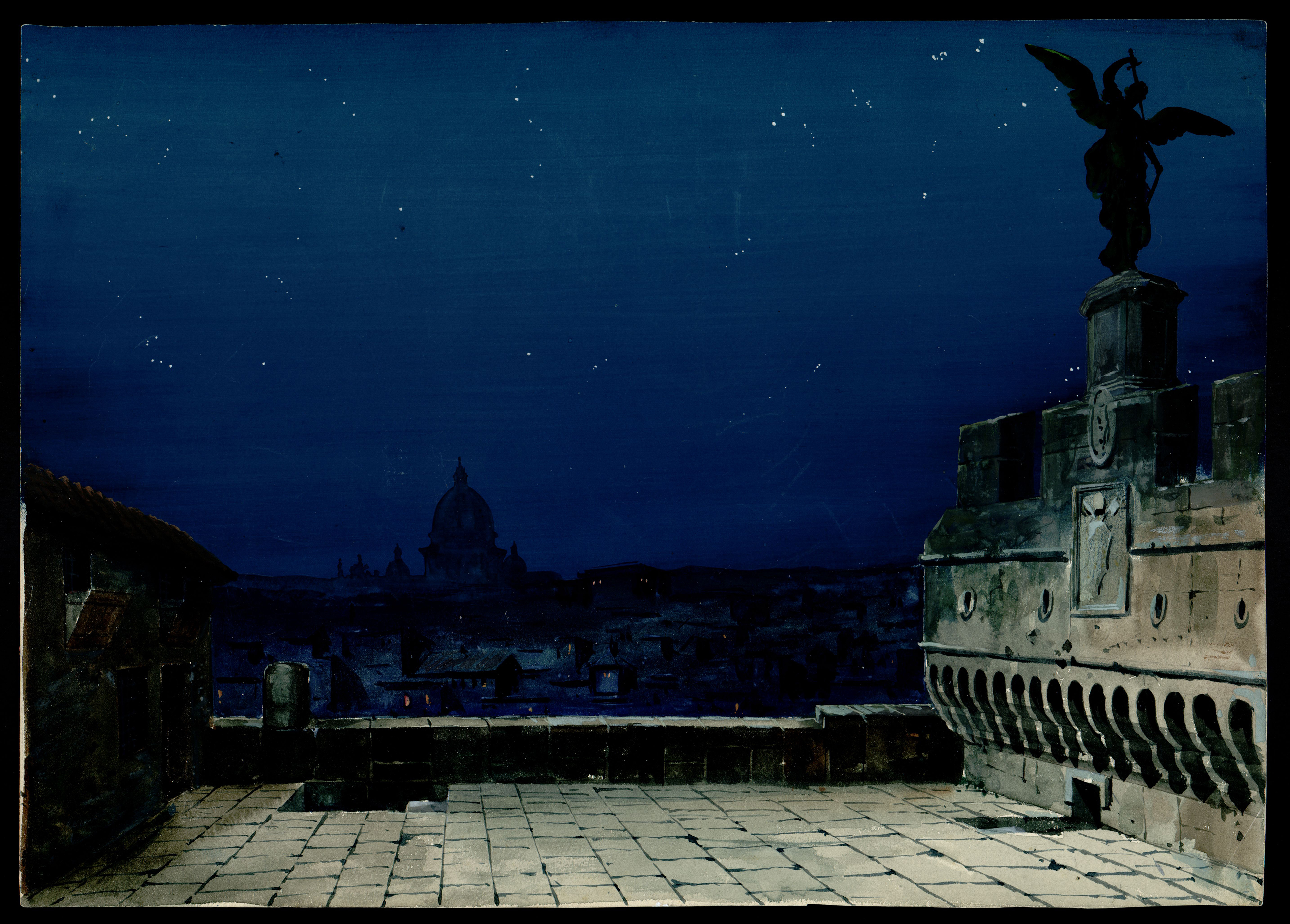
La piattaforma di Castel Sant'Angelo, set design for Tosca act 3 (undated).

### Ato I
Na Basílica de Sant'Andrea della Valle, em Roma:
Angelotti acaba de fugir do Castelo de Sant'Angelo. Aterrorizado e ofegante, ele entra na igreja, aparentemente vazia. Sua irmã, a Marquesa Attavanti, está colaborando na sua fuga. Ela entrou na igreja alguns dias antes e, fingindo que rezava, escondeu uma chave aos pés da Madonna; é a chave da capela dos Attavanti. Ele recolhe a chave rapidamente, entra na capela, e se esconde. Na igreja há uma grande pintura coberta com um pano, e diversos apetrechos de pintor. Um sacristão entra cantarolando. Sinos badalam, é a hora do Angelus, ele se ajoelha e reza. Chega Cavaradossi, o artista revolucionário esquerdista e voltairiano (adepto de Voltaire), e descobre o quadro no qual está trabalhando: é um retrato de Maria Madalena. O pintor canta enquanto trabalha, e o que ele canta é um hino de amor à arte, à vida, e à sua amante, Floria Tosca, uma cantora de ópera (Recondita armonia). O sacristão se apercebe de que o rosto da mulher que Cavaradossi está pintando é o mesmo de uma dama que veio à igreja rezar no dia anterior. Tendo trazido um cesto com comida e vinho, pergunta ao pintor se ele vai querer comer; ele responde que não está com fome, e despede o sacristão. Angelotti sai da capela e Cavaradossi reconhece seu amigo; os dois partilham os mesmos ideais revolucionários. A conversa dos dois é interrompida pela chegada de Tosca, que entra na igreja gritando "Mario! Mario!". Cavaradossi dá o cesto de comida ao amigo e pede a ele que se esconda de novo, por precaução. Tosca pergunta com quem ele estava falando. "Contigo," diz o pintor. Tosca olha para o quadro e reconhece o modelo. "É a Attavanti. Ela esteve aqui?" "Eu a vi ontem, mas foi por acaso," responde Mario. "Ela veio rezar e, sem que ela percebesse, pintei o seu retrato." Tosca olha para o retrato cheia de ciúmes. A Attavanti tem os olhos azuis, Tosca tem os olhos negros. "Pinta os olhos dela de negro," diz Tosca. Mario e Tosca cantam um ardente dueto de amor. Cavaradossi pede a ela que vá, porque ele precisa trabalhar. Ainda desconfiada, ela diz: "Mas pinta os olhos dela de negro!" e parte. Angelotti sai do esconderijo, e Cavaradossi lhe diz que a Tosca é bondosa, mas como ela não esconde nada do seu confessor, ele preferiu não contar nada a ela por enquanto, e pergunta a Angelotti qual é o seu plano. Este responde que sua irmã escondeu roupas de mulher para ele sob o altar; assim que escurecer ele as vestirá e fugirá. Cavaradossi oferece a Angelotti esconderijo em sua própria casa. Neste instante, ouve-se um tiro de canhão, vindo do Castelo de Sant'Angelo: a fuga de Angelotti foi descoberta. Angelotti pega as roupas de mulher, ele e Cavaradossi saem da igreja rapidamente; mas Angelotti deixa cair um leque.
O sacristão entra na igreja com um bando de padres, coroinhas e membros do coro, fazendo algazarra e em grande alegria: parece que Napoleão foi derrotado. Vai haver uma grande festa esta noite, com fogos de artifício e uma cantata no Palazzo Farnese com Floria Tosca. Chega Scarpia, acompanhado de Spoletta e vários policiais. Interroga o sacristão: "Um prisioneiro de estado acaba de fugir do Castelo de Sant'Angelo. Está escondido aqui?" Neste instante, Tosca entra na igreja para avisar Cavaradossi que não poderá estar com ele esta noite devido ao espetáculo no Palazzo Farnese. Enquanto seus homens revistam a igreja, Scarpia dirige-se a Tosca. "Permita-me cumprimentá-la, madame, eu sou seu admirador," diz ele, beijando a mão da famosa diva. "Admiro suas virtudes. São raras as cantoras de ópera que vêm à igreja rezar. Pelo menos a Senhora não faz como certas damas, que entram na igreja para namorar pintores," diz ele, apontando para o retrato da Attavanti. "O que está dizendo?" indaga Tosca, atônita. "Tem provas?" "Por acaso isto é apetrecho de pintor?" diz Scarpia, mostrando a ela o leque com a insígnia da Marquesa Attavanti que encontrou no chão. Num instante, Tosca imagina toda a cena: Mario e a Attavanti se beijando, ela entra na igreja, Attavanti foge deixando cair o leque. Corroída de ciúmes, ela sai rapidamente da igreja, que começa a se encher de fiéis, bispos, padres, e um cardeal, para ouvirem um Te Deum que será cantado para celebrar a vitória contra Napoleão. Scarpia ordena a seus homens que a sigam.

### Ato II
No Palazzo Farnese:
Um espaçoso salão no terceiro piso do Palazzo Farnese. Vê-se uma ampla mesa recoberta de candelabros, vinhos, e iguarias finas. No primeiro e no segundo pisos do mesmo palácio a rainha Maria Carolina dá uma festa em honra de Melàs, o general que derrotou Napoleão. Ouve-se o som de gavotas vindas do andar de baixo, Tosca ainda não chegou para a cantata. Enquanto saboreia um vinho e prova umas iguarias, Scarpia medita. Seu objetivo é duplo: político e sexual. Cavaradossi e Angelotti, ele quer executá-los; Tosca, ele a quer possuir. Entra Sciarrone; Scarpia escreve rapidamente um bilhete, e diz a ele que o entregue a Tosca assim que ela chegar. Então ele canta um monólogo musical tão impressionante como o de Iago no segundo ato do Otello de Verdi, no qual ele joga luz sobre sua personalidade, mostrando claramente que tipo de pessoa ele é. Chega Spoletta, trazendo uma má notícia e uma boa. Revistaram toda a casa de Cavaradossi e não conseguiram encontrar Angelotti. Encontraram Cavaradossi, contudo, e ele é trazido para ser interrogado por Scarpia, ao mesmo tempo em que se ouve a voz da Tosca e do coro cantando a cantata no andar de baixo. Scarpia interroga Cavaradossi: ele quer saber onde está Angelotti. O que se segue então é musicalmente interessante, quando o som da cantata que vem do andar de baixo se mistura às linhas melódicas das vozes de Scarpia, de Spoletta, e de Cavaradossi, um exemplo engenhoso e bastante peculiar de polifonia. Scarpia, furioso, fecha a janela violentamente, interrompendo o som da cantata, e pergunta onde está Angelotti. Cavaradossi insiste que não sabe. Scarpia diz que uma pronta confissão evitará maiores sofrimentos. Tosca entra e, ao ver Mario, corre para abraçá-lo; Mario pede a ela que não diga nada do que sabe. Scarpia ordena que Mario seja torturado. Os gritos lancinantes do amante vindos da outra sala vão minando pouco a pouco a resistência de Tosca, que não aguenta mais e acaba revelando o lugar onde está escondido Angelotti. Mario desmaia. Seu corpo inerte e ensanguentado é trazido para a sala e posto no divã. Tosca o abraça e beija; ele volta a si. Sciarrone entra e anuncia: Napoleão é vitorioso na batalha de Marengo; a notícia anterior (da derrota) era falsa. Cavaradossi grita: Vittoria! Vittoria! Canta a plenos pulmões um pequeno hino de alegria e louvor à vitória de Napoleão: L'alba vindice appar che fa gli empi tremar! Scarpia declara que ele é um homem morto. Mario é arrastado para fora, e Scarpia fica a sós com Tosca. Oferece-lhe um gole de vinho e diz a ela que se acalme e não fique tão assustada. "Vamos buscar juntos um jeito de salvá-lo," diz. "Você me pede uma vida. Eu só lhe peço um instante." Tenta agarrá-la, beijá-la; Tosca o repele com violência: "você me causa nojo." Scarpia ri. Ouve-se rufar de tambores, "estão preparando o patíbulo para o seu amante," diz Scarpia. Caída no chão, ela canta Vissi d'arte, vissi d'amore (Eu vivi para a arte, eu vivi para o amor). Batem à porta: é Spoletta, que traz a notícia de que Angelotti se suicidou assim que os guardas de Scarpia o encontraram. Anuncia que tudo está pronto para a execução de Mario, aguardam apenas a ordem de Scarpia. Este olha para Tosca e pergunta: "E então?" Ela responde que sim, está pronta a ceder aos desejos do infame animal, desde que liberem Mario imediatamente. Scarpia responde que não pode fazer graça abertamente, tem que haver uma execução simulada. Dá a ordem a Spoletta na frente de Tosca: execução à la Palmieri. "Sim, senhor, à la Palmieri," diz Spoletta, e se retira. A mensagem em código é esta: ao conde Palmieri também foi prometida uma execução simulada.
Sozinha com Scarpia, ela pede a ele um salvo-conduto para que ela e Mario possam sair do país. Scarpia senta-se para escrevê-lo. Enquanto ele escreve, ela se aproxima da mesa, prova um gole de vinho, umas uvas, e vislumbra uma faca afiada e pontiaguda, usada para cortar um peru. Olhando fixamente para Scarpia, que está ocupado escrevendo, ela pega a faca e a esconde atrás de si. "Está pronto," diz Scarpia; mas ao tentar se levantar da cadeira, recebe uma facada nas costas, duas, três… Tenta gritar, mas o sangue lhe invade a garganta e o afoga. Ti soffoca il sangue? Ti soffoca il sangue? Ela golpeia com vontade, parecendo possuída pelo próprio sadismo do vilão. Morre, danado! Quando percebe que já está golpeando um cadáver, ela diz: Or gli perdono, ao mesmo tempo que a orquestra toca um tema em forte em fá sustenido menor, o leitmotiv do destino de Tosca. E avanti a lui tremava tutta Roma, e diante dele toda Roma tremia. Ela acende duas velas, põe uma de cada lado do cadáver, põe um crucifixo no peito do mesmo, pega o papel que está sobre a mesa, e se retira de cena.

### Ato III
No Castelo de Sant'Angelo:
O dia amanhece em Roma. Do terraço do Castelo de Sant'Angelo vislumbra-se à luz cinzenta e vermelho-escura da manhã o Vaticano e a Basílica de São Pedro. A hora da execução se aproxima. Um carcereiro chega à cela de Cavaradossi e pergunta se ele quer ver um padre. O revolucionário esquerdista voltairiano responde que não. Ele tem, contudo, um último desejo: quer deixar uma última mensagem para uma pessoa amada. Em troca, oferece ao carcereiro seu anel, única coisa que lhe resta. Chegou a hora de E lucevan le stelle, hora em que as palavras perdem o seu poder de expressão. Suas últimas imagens do mundo, seus momentos felizes ao lado de Tosca. Tosca chega correndo com um papel na mão, acompanhada de um sargento que abre a porta da cela. Abraçam-se, beijam-se, o dueto de amor que se segue é cheio de alegria. Ela conta como deu morte a Scarpia. O dolci mani, ó doces mãozinhas, capazes de matar. Tosca lhe explica, contudo, que ele deve passar por um último ritual antes de escapar daquele inferno: a execução simulada. Sendo, como é, uma artista de teatro, ela sabe todos os truques cênicos, inclusive como cair sem se machucar. Instrui-o para que não se levante enquanto ela não chamar. O carcereiro chega com os guardas e dizem a ele que está na hora. "Estou pronto," diz Mario. Os preparativos parecem levar uma eternidade, o nervosismo se apossa de Tosca; este é o último ato, a última coisa a fazer antes que possam escapar desse inferno. Mario é posto contra a parede. Atiram, ele cai. Vista de longe, a cena parece perfeita. "Como é lindo o meu Mario," ela exclama. "Que artista!" Os guardas vão embora, e ela se aproxima de Mario. Ao ver que ele está morto, solta um grito. A execução prometida ao conde Palmieri não havia sido cumprida também. No Palazzo Farnese, Tosca não compreende que estava sendo enganada por Scarpia. Ouvem-se gritos dos comparsas de Scarpia perseguindo Tosca. O assassinato de Scarpia foi descoberto e correm para capturá-la. Ela corre fugindo deles e se vê encurralada no parapeito do terraço do Castelo Sant'Angelo, ao que ela exclama: "Perante Deus, Scarpia!" e salta para a morte.